# Svislač (přítok Němenu)
Svislač či Svisloč (bělorusky Свіслач: Svislač, polsky Świsłocz, rusky Свислочь: Svisloč') je řeka v Hrodenské oblasti v Bělorusku a částečně na hranici s Podleským vojvodstvím v Polsku. Je 115 km dlouhá. Povodí má rozlohu 1751 km².

## Průběh toku
Pramení na Volkovyské vrchovině. Ústí zleva do Němenu, 541,1 km od jeho ústí.

## Vodní režim
Zdrojem vody jsou především sněhové srážky. Průměrný průtok vody ve vzdálenosti 12 km od ústí činí 7,6 m³/s. Nejvyšších vodních stavů dosahuje od února do dubna a na podzim dochází k povodních způsobeným dešti.

## Využití
Na dolním toku je využívaná k zisku vodní energie (vodní elektrárna).